# Myrmecaelurus badkhysi
Myrmecaelurus badkhysi is een insect uit de familie van de mierenleeuwen (Myrmeleontidae), die tot de orde netvleugeligen (Neuroptera) behoort. 
Myrmecaelurus badkhysi is voor het eerst wetenschappelijk beschreven door Krivokhatsky in 1992.